# Frederic Mompou i Dencausse
Frederic Mompou i Dencausse (Barcelona, 16 d'abril de 1893 - Barcelona, 30 de juny de 1987) fou un compositor català, conegut sobretot per les seves peces per a piano sol.

## Biografia

### Antecedents familiars
De la fàbrica de Tarbes (Alts Pirineus), van arribar per establir-se a Barcelona, a finals de segle xix, Jean i Pierre Dencausse; es van situar a la falda de Montjuïc. Prop d'aquest lloc, vivien els Cominal, també d'origen francès i ell director de la Catalana de Gas de Barcelona. La seva filla, Ignàsia Modesta, es casaria amb Jean Dencausse; la més gran de les seves tres filles, seria Josefina. Els Mompou, rics terratinents de Ginestar (Ribera d'Ebre), volien fer del seu fill, Frederic Mompou Monmany (1856-29 de març de 1935), un bon doctor en Medicina, com ho havia ja estat el seu avi matern; no obstant això, es va inclinar per les lleis i va arribar fins al notariat, després d'estudiar a la Universitat de València. Es va casar amb Josefina Dencausse Cominal (8 de novembre de 1868 - 22 de febrer de 1953) i van tenir tres fills: el primer, Josep Joan Modest, mort prematurament; el segon, Josep (1888-1968), admirat pintor que aconseguiria justificat renom, i el tercer, Frederic, batejat a la catedral de Barcelona.
Josefina Dencausse va quedar viuda el 1935 i es va tornar a casar el 1938, amb Lluís Duran i Ventosa.

### Primers anys

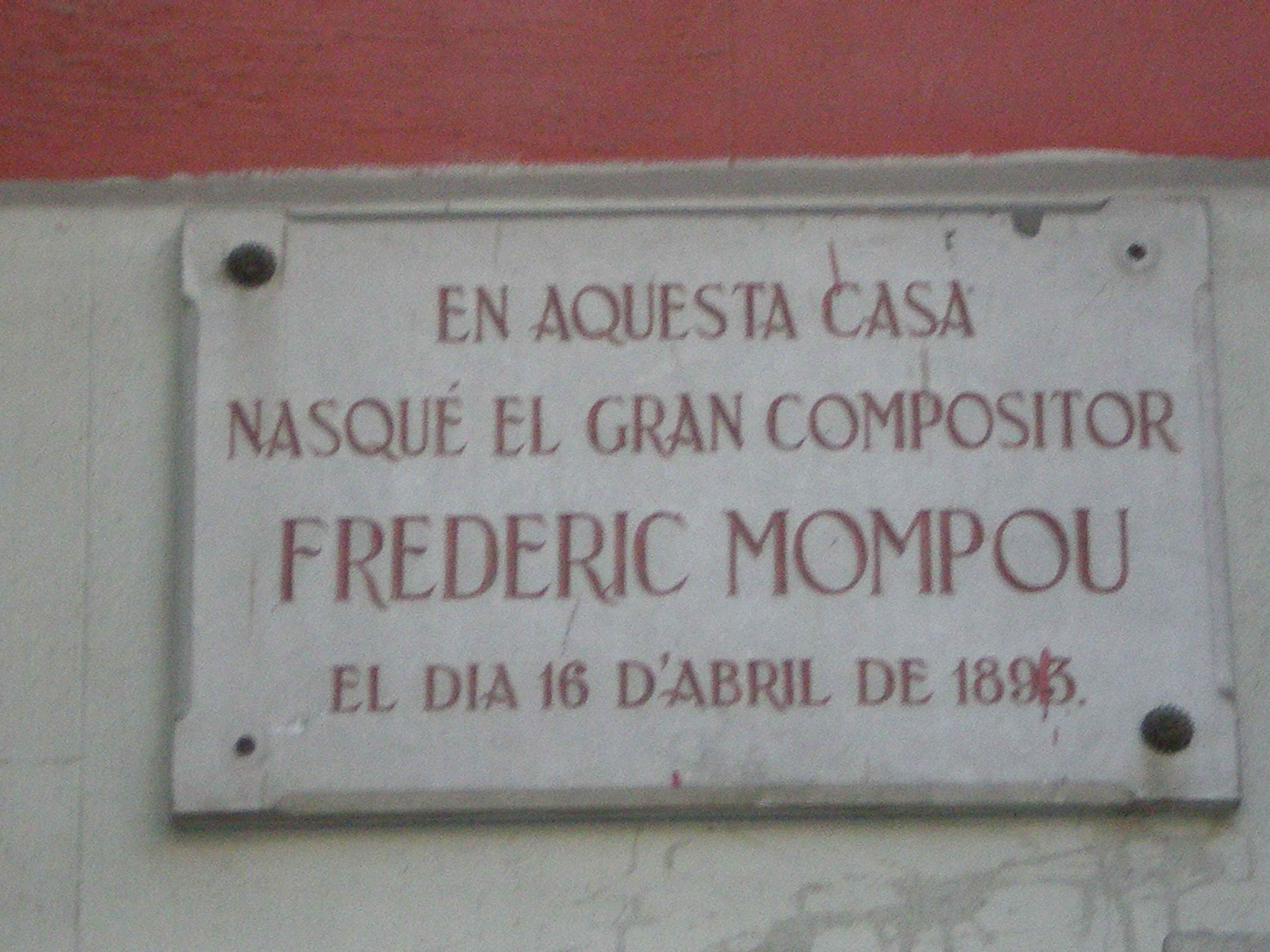
Placa al carrer de Fontrodona, 1, on va néixer Frederic Mompou

Frederic va néixer el 16 d'abril de 1893 en una casa del carrer d'en Fontrodona núm. 1 (placeta Sant Pau), al barri del Poble-sec de Barcelona. En aquest mateix edifici vivien també els seus avis, una família amb arrels artístiques (el seu germà gran Josep, qui el va ajudar econòmicament en els seus inicis, esdevindria un pintor reconegut). Les primeres melodies que Mompou va escoltar van ser les sarsueles que s'interpretaven en aquells teatres de l'Paral·lel. Més endavant va recordar l'impacte que li va causar la marxa d'Aida, que solia escoltar en un gramòfon.
Més endavant, la família es va establir al carrer Diputació, núm. 312. Entre 1915 i 1936, la situació familiar va anar millorant fins que finalment es van traslladar a una nova residència al carrer Casp, núm. 80. Quan va esclatar la Guerra Civil Espanyola, es van veure forçats a refugiar-se a Rapallo (Itàlia). El pare de Frederic Mompou va morir el 1935 a Barcelona, i més tard, la seva mare es va casar per segona vegada amb Lluís Duran i Ventosa a Santa Margherita Ligure.

### Primers estudis
Frederic Mompou va ser un nen pacífic i contemplatiu, amb una gran inclinació per observar el món que l’envoltava. No destacava especialment en els estudis, però gaudia sobretot dels estius a Sant Gervasi, on passava el temps en una torre propietat del seu avi, Jean Dencausse. La família Dencausse, amb arrels franceses i titular de la foneria de campanes Dencausse, una de les més prestigioses d’Europa, va tenir un paper crucial en la formació emocional del compositor. La seva fascinació per la cultura francesa, marcada més per un enfocament simplificador que per una autèntica passió, el va portar a declarar que la música francesa era la veritable i que la música alemanya no era més que una il·lusió.
Va començar els seus estudis al col·legi de les Écoles Françaises (situat a la Gran Via), i després va continuar al dels Germans de la Doctrina Cristiana (davant de l'Orfeó Català). Va iniciar-se en el piano de manera informal amb Pere Serra a les Écoles Françaises i amb Modest Serra al Conservatori del Liceu, i fins i tot es va presentar en públic com a pianista el 1908.
Mompou es va submergir des de ben petit en el món de la música, vivint-la amb intensitat i profunditat. Solia passar llargues hores al taller de campanes del seu avi Dencausse, fascinat per les vibracions i la riquesa sonora d’aquest instrument tan especial. També assistia a esdeveniments com el concert de les 32 sonates per a piano de Beethoven, interpretades per Édouard Risler a Barcelona l'any 1907. Aquest entorn va anar configurant la seva sensibilitat d'aquelles harmonies que li arribaven i a experimentar amb elles en les seves primeres composicions, reflectint el paisatge sonor del seu dia a dia.
Tot i això, la família desitjava per a ell una carrera amb més projecció. Amb aquest objectiu, els seus pares van cercar suport entre els familiars francesos per trobar-li allotjament a París. Així, a partir de 1911, va poder traslladar-se a la capital francesa per continuar els seus estudis.

### Primera estada a París
Una de les experiències més influents en la vida de Mompou va ser sentir Gabriel Fauré interpretar les seves pròpies composicions a Barcelona. El seu progressiu domini del piano feia que el seu desig de viatjar a París per estudiar al Conservatori, que en aquell moment era dirigit pel mateix Fauré, semblés un objectiu realitzable.
L'any 1911, Mompou viatjà per primera vegada a París, portant amb ell una carta de presentació d'Enric Granados adreçada a Fauré, el mestre i director del Conservatori de París. No obstant això, la seva coneguda timidesa el va portar a no lliurar mai la missiva. Al Conservatoire, va tenir l'oportunitat d'assistir a les classes de piano amb Louis Diémer i a les d'harmonia i composició amb Émile Pessard. La seva família creia que s'estava formant sota la tutela d'un dels grans mestres del piano, Isidor Philipp. Aquest últim li va recomanar anar a les classes particulars de Ferdinand Motte-Lacroix i, per tant, Mompou va deixar els estudis convencionals i reglats de contrapunt, fuga i composició. Motte-Lacroix no només va ser el seu professor, sinó que també es va convertir en un amic proper i un destacat intèrpret de la seva música.
Mompou provenia d'un entorn barceloní on la novetat era un valor acceptat i on el wagnerisme es valorava per la seva connexió amb els ideals nacionalistes emergents de l'època. En contrast, a París va descobrir un ambient musical molt més divers i cosmopolita, on les idees wagnerianes començaven a ser qüestionades per la seva grandiloqüència i la seva obsolescència. Els compositors més avantguardistes, com Debussy, Ravel i Déodat de Séverac, buscaven innovar mitjançant temàtiques noves, respectant les arrels populars i valorant la sonoritat. En el seu primer any a París, Mompou va crear la primera obra per a piano, titulada Planys, que més tard es convertiria en la introducció de la suite Impressions íntimes. Aquesta composició ja mostrava elements que es farien característics en la seva música, com la senzillesa en el plantejament, la intensitat expressiva i temàtiques properes a la seva vivència.
L'estiu de 1912 el va passar a Barcelona, de tornada a París es va establir a Montmartre, i va continuar els estudis amb Motte-Lacroix. El 1913, Mompou es va veure obligat a complir amb el servei militar a Barcelona. L'any següent, amb l'esclat de la Primera Guerra Mundial, va tornar a Barcelona durant un període de sis anys. Durant aquest temps, va compondre incessantment, mantenint les seves creacions en secret fins i tot de la seva pròpia família. La seva obra durant aquest període va tendir cap a un retorn a conceptes més primitius, rebutjant els freds tecnicismes i les elaboracions artificials que dominaven el moment. Entre aquestes obres es troben Pessebres (1914-1917), Escenes d'infants (1915-1918) i Suburbis (1916-1917). Mompou va abordar esdeveniments quotidians amb una mirada innocent, imbuint-los de sonoritats clares i significatives, recordant la ressonància del bronze al taller del seu avi. Es pot dir que, en lloc de construir complexos mons harmònics com feien altres compositors de l'època, Mompou seia al piano a buscar acords inusuals, plens d'evocacions visuals. Les peculiaritats del seu caràcter també aviat van barrar el camí a la possibilitat d'una carrera com a pianista de concert.

### Segona estada a París
El 1920 va tornar a París decidit a fer el pas com a compositor. En aquesta etapa, va quedar captivat per la immensa figura de Maurice Ravel, així com per les característiques úniques de Satie i pels membres del Grup dels Sis, i especialment amb un dels seus membres, Poulenc, amb el qual l'uniren admiració i gran amistat. Davant les obres que Frederic Mompou li presentava, Motte-Lacroix es va convertir en el seu més fervent defensor. Va decidir presentar-lo al reconegut crític Émile Vuillermoz, a qui va fer escoltar Noies al jardí. Aquesta obra, amb la seva delicadesa excepcional i un estil molt personal, va aconseguir guanyar-se la simpatia del musicòleg francès, qui estava interessat a introduir el compositor català en el destacat panorama musical de la París de la postguerra. Però Mompou va decidir tornar ràpidament a Barcelona, potser enfrontat a una nova onada de timidesa o potser a la humilitat d’un artista conscient del seu nivell.
Va tornar a viatjar a París el 1921 per a un concert de Motte-Lacroix que incloïa les seves obres al programa. Va ser un èxit que el va introduir als salons parisencs. El 15 d'abril, durant un recital a la Sala Érard, Motte-Lacroix va presentar diverses obres del seu deixeble i amic, Frederic Mompou. L'èxit obtingut, reforçat per un article notable de l’influent crític Vuillermoz publicat a Le Temps, va catapultar definitivament el seu nom a l'escena musical internacional. Vuillermoz, qui era un ferm defensor de compositors com Debussy, Ravel, Schönberg i Stravinski. L'autoritat de Vuillermoz fa que la seva avaluació tingui un pes especial: «El jove català Frederic Mompou, sense haver tingut mai un contacte directe amb Debussy, és indubtablement el seu únic deixeble i successor en la música de La Mer, ja que ha comprès i absorbit la seva essència».
El 1922, Frederic Mompou va tornar a residir a Barcelona. El 1923, i fins al 1941, va establir-se a París, on el seu nom va guanyar ràpidament reconeixement. Durant aquests divuit anys, va compondre noves obres amb les quals va aconseguir una projecció internacional notable. Es va relacionar amb les elits artístiques i socials de París i els músics més destacats de França el van reconèixer, com l'excel·lent pianista i compatriota, Ricard Viñes, que va mostrar una atenció especial cap a la seva producció pianística.
Els anys vint i trenta van ser una etapa tumultuosa per a Mompou; tot i que la seva producció musical va seguir creixent durant la dècada dels vint, a la dècada dels trenta va experimentar un període d'aturada creativa. El 1924, Frederic Mompou va establir una relació amb Maria Suelves, una dona que estava casada amb un home adinerat que vivia a Barcelona i mantenia diverses amants, deixant de banda la seva esposa. La connexió entre Mompou i Suelves va ser intensa i plena de conflictes des del principi. La relació va seguir fins que, el 1941, Mompou va tornar definitivament a Barcelona. Aquesta relació, marcada per l'amor apassionat però també per un cert secretisme, va generar en ell sentiments contradictoris.

### Retorn definitiu a Barcelona
Va romandre a París fins al 1941, any que va tornar a Barcelona per fugir de l'ocupació nazi de la ciutat. En el pla personal, Frederic Mompou va aconseguir estabilitzar-se emocionalment en retornar a Barcelona, on va conèixer Carme Bravo l'any 1941. A partir de 1942, la seva amistat va anar creixent, i quinze anys més tard, el 1957, van formalitzar la seva unió a través del matrimoni.
Mompou va romandre la resta de la seva vida a Barcelona vivint en un cert aïllament i amb períodes de complet silenci. Mompou va mantenir el seu llenguatge musical pràcticament inalterat. Va esdevenir una figura de perfil patriarcal, una mica distant i fins i tot desconnectada de la nova generació de compositors catalans, que provaven d’adoptar els estils de l'avantguarda europea amb resultats sovint poc reeixits.
Va esdevenir membre de la Reial Acadèmia Catalana de Belles Arts de Sant Jordi.
L'any 1980 li fou concedida la Medalla d'Or de la Generalitat de Catalunya. Morí el 30 de juny de 1987, amb noranta-quatre anys, a la ciutat de Barcelona.
El seu fons es conserva entre la Biblioteca de Catalunya i la Fundació que porta el seu nom. El seu piano es conserva al Museu de la Música de Barcelona.
La pianista barcelonina Remei Cortès i Ayats va destacar per la seva interpretació de l'obra de Mompou, especialment pels quatre quaderns de música callada del compositor.

## Estil
Mompou era conegut com a minimalista musical, destacant-se per les seves composicions breus i aparentment improvisades. Les seves principals influències provenien de l'impressionisme francès, creant un estil que posava èmfasi en petites formes musicals. Incorporava elements com obstinats, imitacions de campanes i una qualitat sonora meditativa, descrita com "la veu del silenci" per Lionel Salter.

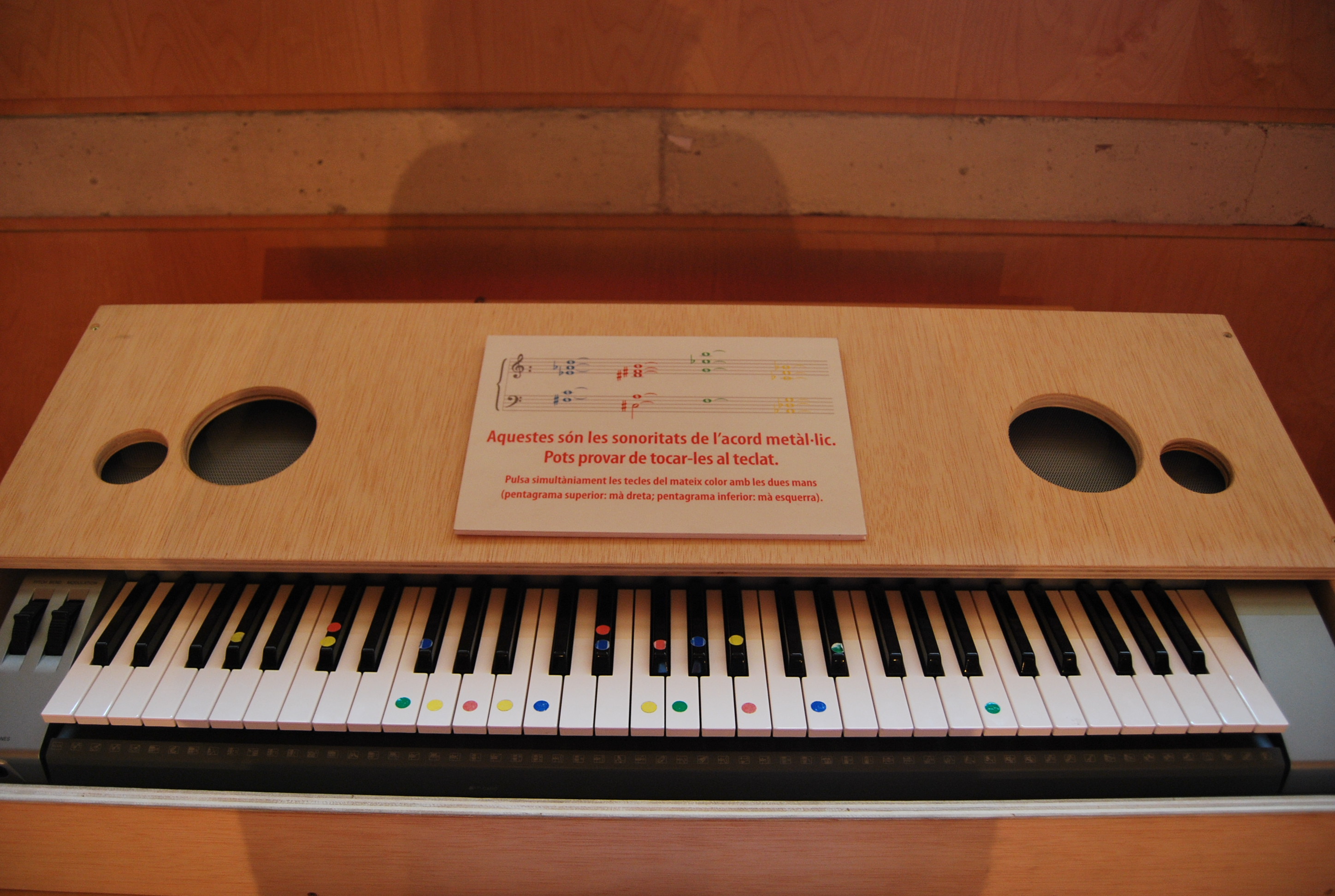
Mompou. El pianista experimentà amb les sonoritats dels "acords metàl·lics", com s'explica en aquest teclat a la sala d'interactius del Museu de la Música de Barcelona amb motiu de l'exposició temporal que se li dedicà

## Teatre
L'abril de 2011 s'estrenà a Berlín, al Theaterforum Kreuzberg, una versió teatralitzada de l'àlbum Suburbis de Frederic Mompou. La companyia escènica 360° Theaterensemble fou la promotora i creadora d'aquest espectacle inèdit que encara es programa a teatres catalans i alemanys.

## Fundació
L'any 2006 va ser creada per la pianista Carme Bravo, cònjuge i hereva universal de Frederic Mompou, l'entitat Joventuts Musicals de Barcelona i Joan Millà i Francolí la Fundació Frederic Mompou per a la difusió de l'obra del compositor. Entitat que l'any 2008 presentà una quarantena de peces per a piano inèdites, datades entre 1911 i 1920, així com algunes de la dècada dels 40. Enguany, la Fundació Frederic Mompou continua investigant i difonent l'obra i la persona de Frederic Mompou.

## Fons

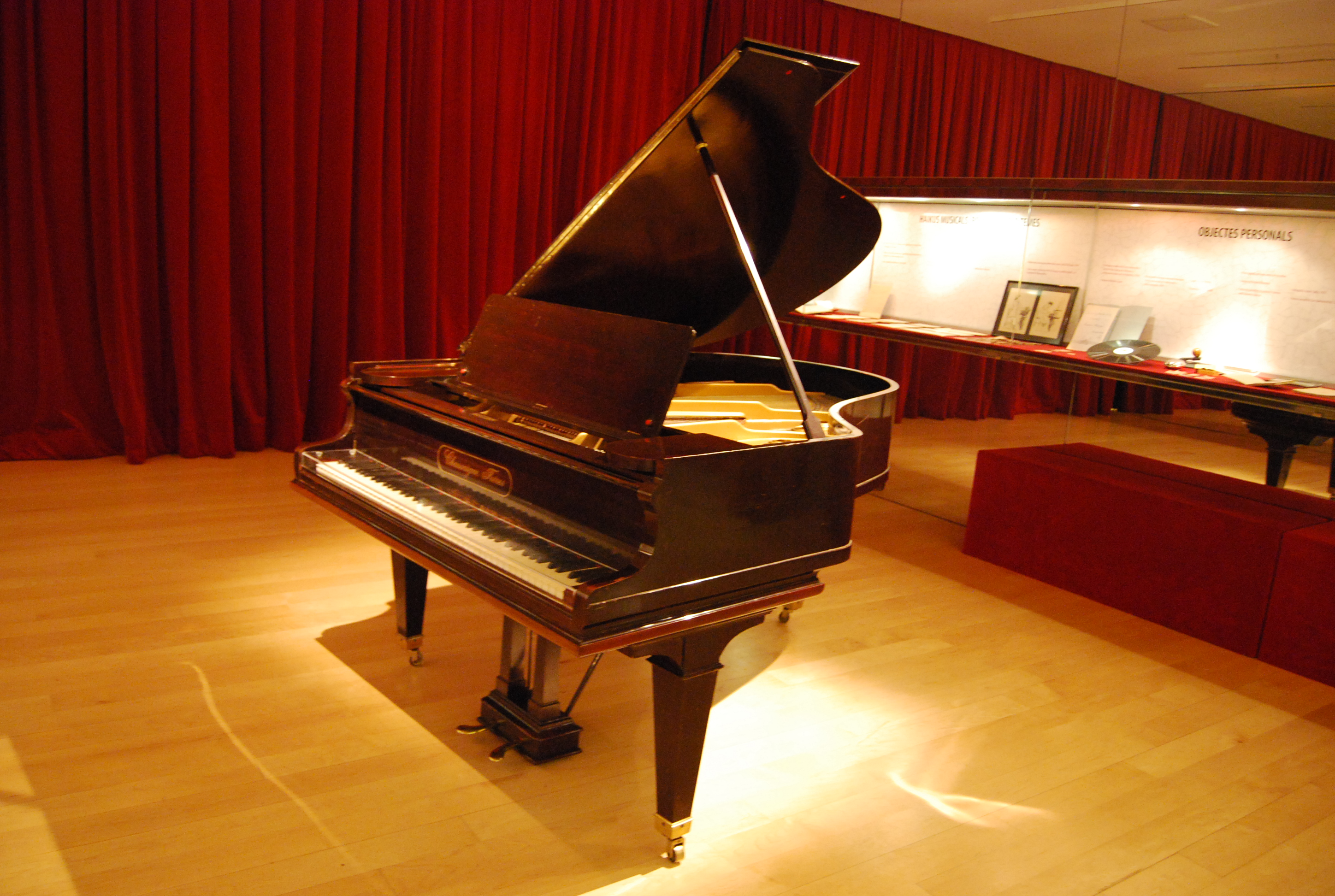
Piano de Mompou, al Museu de la Música de Barcelona

A la Biblioteca de Catalunya es conserva el fons personal, donació de la pianista Carme Bravo. Posteriorment van ingressar clixés fotogràfics estereoscòpics en vidre.

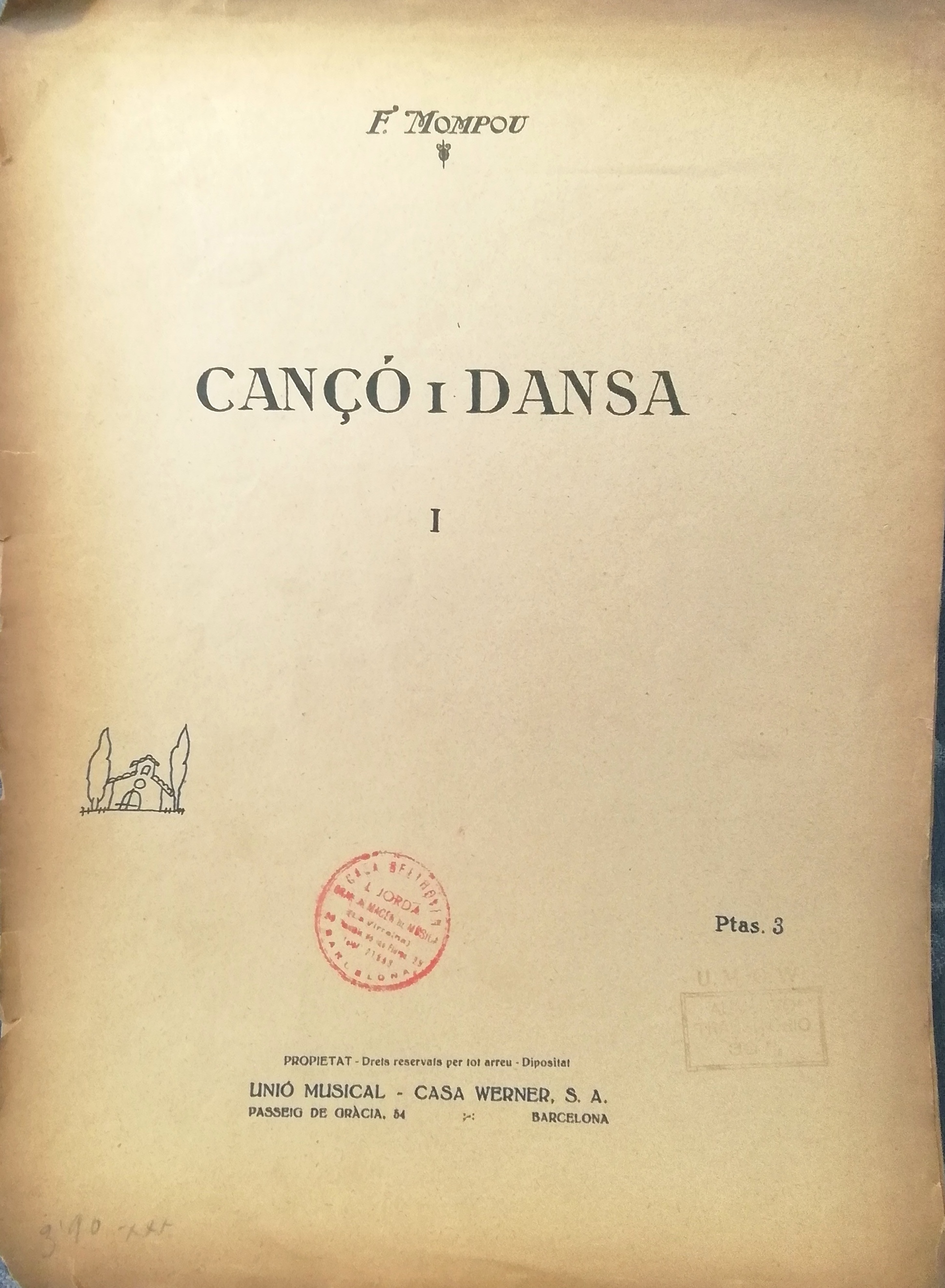
Cançó i dansa n.1, portada de la partitura

## Obres[25]

### Composicions per a piano sol
- Música callada (1r quadern, 1951; 2n quadern, 1962; 3r quadern, 1965; 4t quadern, 1967). Tots quatre quaderns: 1 hora aproximadament.
- Impressions íntimes - 16 minuts
- Charmes - 10 minuts
- Cançons i danses - 58 minuts
- Variacions sobre un tema de Chopin - 20 minuts
- Suburbis - 12 minuts
- Cants màgics - 10 minuts
- Paisatges - 11 minuts
- Preludis - Tots junts: 33 minuts
- Escenes d'infants - 10 minuts
- Fêtes Lointaines - 10 minuts
- Souvenir de l'exposition - 6 minuts
- Pessebres - 7 minuts
- Dialogues - 6 minuts
- Le pas - 3 minuts i 30 segons
- Cançó de bressol - 4 minuts

### Altres composicions
- Suite compostelana, per a guitarra sola
- Els Improperis, oratori per veu i orquestra (1963), 27 minuts
- 5 Melodies de Paul Valéry, per veu i orquestra (1973)
- Combat del Somni, per veu i piano
- La vaca cega, per cor (1978)